# Браун, Шелдон
Шелдон Браун (англ. Sheldon Brown) (14 июля 1944 — 3 февраля 2008) — американский велосипедист и веломеханик.
Широкую известность Шелдон Браун получил благодаря своему сайту, на котором собрано большое количество информации об устройстве велосипеда, его обслуживании и ремонте. Одной из самых его известных работ является руководство по сборке велосипедных колёс, а также подробный словарь велосипедных терминов, насчитывающий более 1000 слов.
Шелдон Браун был частым гостем на велосипедных форумах в Интернет, таких как bikeforums.net или в новостной группе Usenet rec.bicycles.tech. Его статьи, приуроченные к первому апреля, пользовались популярностью. Его сайт содержит исчерпывающую информацию по устройству велосипеда, поэтому нередко в качестве ответа на технический вопрос на форуме приводилась ссылка на сайт Шелдона Брауна с пометкой AASHTA (англ. As Always, Sheldon Has The Answer — как обычно, Шелдон знает ответ).